# Meglenik
Meglenik je naselje v občini Trebnje.
Meglenik je razloženo naselje vzhodno od Trebnjega na položnem pobočju razglednega hriba (496 m) nad Gorenjo Dobravo. Okoli hiš se razprostirajo njive, sadovnjaki in vinogradi, na vzhodu, zahodu in zlasti v osojnih legah pa uspeva mešan gozd.